# Іскра (Ізюмський район)
І́скра — село в Україні, у Ізюмській міській громаді Ізюмського району Харківської області. Населення становить 271 осіб. До 2020 орган місцевого самоврядування — Левківська сільська рада.

## Географія
Село Іскра знаходиться на правому березі річки Куньє, яка через 1 км впадає в річку Мокрий Ізюмець (права притока), вище за течією примикає до села Куньє, на протилежному березі річки Мокрий Ізюмець розташовані села Федорівка і Липчанівка, нижче по течії за 2 км — колишнє село Вербівка. Село ділиться на дві частини балкою — урочище Протопопівське, у якій зроблена невелика загата. На відстані 1 км розташована залізнична станція Циганська. За 5 км проходить автомобільна дорога E40 (М03).

## Історія
12 червня 2020 року, розпорядженням Кабінету Міністрів України № 725-р «Про визначення адміністративних центрів та затвердження територій територіальних громад Харківської області», увійшло до складу Ізюмської міської громади.
19 липня 2020 року, в результаті адміністративно-територіальної реформи та ліквідації Ізюмського району (1923—2020), село увійшло до складу новоутвореного Ізюмського району.

## Економіка
- Молочно-товарна ферма.
- Обслуговуючий кооператив «Іскра-6».

## Об'єкти соціальної сфери
- Школа.

## Пам'ятки
- Храм Почаївської ікони Божої Матері.

## Населення
Згідно з переписом УРСР 1989 року чисельність наявного населення села становила 294 особи, з яких 134 чоловіки та 160 жінок.
За переписом населення України 2001 року в селі мешкали 273 особи.

### Мова
Розподіл населення за рідною мовою за даними перепису 2001 року:
| Мова       | Відсоток |
| ---------- | -------- |
| українська | 98,15 %  |
| російська  | 1,85 %   |